# حادثه نینگبو
حادثه نینگبو (ژاپنی: 寧波の乱) یا درگیری تجاری نینگبو (به ژاپنی: 寧波争貢事件) درگیری ۱۵۲۳ بین نمایندگان تجاری دو خاندان دایمیو ژاپن - خاندان اوئوچی و خاندان هوسوکاوا - در شهر نانگبو در دودمان مینگ چین بود. خاندان اوئوچی ساکنان محلی را غارت کرده و به آنها آسیب رساندند و خسارات بزرگی به آنها وارد شد. این آشفتگی منجر به قطع تجارت دودمان مینگ ، ژاپن و افزایش فعالیت دزدان دریایی واکو در سواحل چین شد.